# Triesenberg
Triesenberg és una localitat del principat de Liechtenstein. A les valls de Samina i Malbun hi viu una comunitat walser.